# François Weyergans
François Weyergans (Etterbeek, Región de Bruselas-Capital, 2 de agosto de 1941-París, 27 de mayo de 2019) fue un escritor, cineasta y académico belga francófono. Obtuvo el Premio Goncourt por su novela Trois jours chez ma mère en 2005. Fue miembro de la Academia Francesa, ocupando el asiento número 32 desde 2009 hasta su fallecimiento.

## Datos biográficos
Descendiente de alemanes. Su abuelo tomó la nacionalidad belga en 1914. Hijo de Franz Weyergans, escritor, y de madre nacida en Aviñón.
Estudió en el Colegio Saint-Michel de Bruselas. Después en el Instituto San Bonifacio.Parnaso.  Más tarde realizó estudios en el Instituto de Altos Estudios Cinematográficos (IDHEC).
Escribió en Les Cahiers du cinéma|Les Cahiers du cinéma, bajo el seudónimo de Franz Weyergans, antes de realizar su primera película sobre Maurice Béjart.
En 1981 publicó, Macaire le Copte (Gallimard) obteniendo el Premio Rossel en Bélgica y también el Premio Deux Magots de Francia. A partir de entonces Weyergans se dedicó enteramente a la literatura.
Su novela Trois jours chez ma mère obtuvo el Premio Goncourt en 2005.
Fue elegido el 26 de marzo de 2009 miembro de la Academia Francesa al asiento número 32, que fue de Maurice Rheims, vacante por el deceso de Alain Robbe-Grillet.

## Obra
- 1968: Salomé, Léo Scheer ISBN 978-2756100081.
- 1973: Le Pitre, Gallimard
- 1980: Les Figurants, Balland
- 1981: Macaire le Copte, Gallimard
- 1983: Le Radeau de la méduse, Gallimard
- 1986: La vie d'un bébé, Gallimard, ISBN 978-2070704781.
- 1988: Françaises Français, Gallimard.
- 1989: Je suis écrivain, Gallimard, ISBN 2070709744.
- 1990: Rire et pleurer, Éditions Grasset & Fasquelle, ISBN 978-2246423812.
- 1990: Berlin mercredi, Seuil.
- 1992: La Démence du boxeur, Éditions Grasset & Fasquelle.
- 1997: Franz et François, Éditions Grasset & Fasquelle, ISBN 2246472814.
- 2005: Trois jours chez ma mère, Éditions Grasset & Fasquelle, ISBN 2-246-54591-9.
- 2012: Royal Romance Julliard, ISBN 978-2-260-01388-0.

## Filmografía
Cortometrajes
- 1962: Béjart
- 1963: Hieronymus Bosch
- 1964: Statues
- 1967: Voleuses
- 1967: Baudelaire is gestorven in de zomer
- 1972: Un film sur quelqu'un

Largometrajes
- 1965: Robert Bresson: Ni vu, ni connu
- 1967: Aline
- 1974: Si j'te cherche... j'me trouve de Roger Diamantis (actor)
- 1977: Maladie mortelle
- 1977: Je t'aime, tu danses
- 1978: Couleur chair

## Premios
- Premio Roger-Nimier (1973) pour Le Pitre;
- Premio de la Société des Gens de Lettres y Premio Sander Pierron de la Académie royale de langue et de littérature françaises de Belgique, por Les Figurants (Balland, Paris, 1980);
- Premio Rossel y Premio des Deux Magots (1981) por Macaire le Copte;
- Premio Méridien des quatre jurys (1983) por Le Radeau de la méduse (novela);
- Premio Renaudot (1992) por La Démence du boxeur;
- Gran Premio de la Lengua Francesa (1997) por Franz et François;
- Premio Goncourt (2005) por Trois jours chez ma mère.